# Чемпионат Польши по волейболу среди женщин
Чемпионат Польши по волейболу среди женщин — ежегодное соревнование женских волейбольных команд Польши. Проводится с 1929 года (с перерывами).
Соревнования проводятся в четырёх дивизионах — Таурон-лиге, 1-й, 2-й и 3-й лигах. Организатором чемпионатов в высшем дивизионе с сезона 2005/06 является Женская польская лига (в 2008—2012 Женская Плюс-лига, с 2012/13 — Женская ORLEN-лига (ORLENLiga kobiet), с 2020/21 — Таурон-лига).

## Формула соревнований (Таурон-лига)
Чемпионат 2024/2025 в Женской Таурон-лиге проходил в два этапа — предварительный и плей-офф. На предварительной стадии команды играли в два круга. 8 лучших вышли в плей-офф и далее по системе с выбыванием определили финалистов, которые разыграли первенство. Серии матчей плей-офф проводились до двух (в четвертьфинале и полуфинале) и до трёх (в финале) побед одного из соперников.
За победы со счётом 3:0 и 3:1 команды получают 3 очка, 3:2 — 2 очка, за поражение со счётом 2:3 — 1 очко, за поражения 0:3 и 1:3 очки не начисляются.
В чемпионате 2024/25 в Женской Таурон-лиге участвовали 12 команд: «Девелопрес» (Жешув), ЛКС (Лодзь), «Грот-Будовляни» (Лодзь), «БКС-Бостик» (Бельско-Бяла), «Радомка» (Радом), «Палац» (Быдгощ), «Сталь» (Мелец), «Хемик» (Полице), «Ополе», «Вроцлав», «Сокол» (Могильно), «Энерга» (Калиш). Чемпионский титул выиграл «Девелопрес», победивший в финальной серии ЛКС 3-0 (3:0, 3:1, 3:1). 3-е место занял «Грот-Будовляни».

## Призёры
| Сезон     | 1-е место                   | 2-е место                   | 3-е место                   |
| --------- | --------------------------- | --------------------------- | --------------------------- |
| 1929      | АЗС Варшава                 | ВКС Лодзь                   |                             |
| 1930      | АЗС Варшава                 | ХКС Лодзь                   |                             |
| 1931      | АЗС Варшава                 | ХКС Лодзь                   | ИМКА Краков                 |
| 1932      | АЗС Варшава                 | ХКС Лодзь                   | ИМКА Краков                 |
| 1933      | АЗС Варшава                 | ИМКА Краков                 | АЗС Львов                   |
| 1934      | АЗС Варшава                 | АЗС Львов                   | АЗС Вильно                  |
| 1935      | АЗС Варшава                 | АЗС Львов                   | «Ольша» Краков              |
| 1937      | ХКС Лодзь                   | АЗС Варшава                 | «Ольша» Краков              |
| 1938      | АЗС Варшава                 | ХКС Лодзь                   | «Ольша» Краков              |
| 1939      | АЗС Варшава                 | ХКС «Знич» Лодзь            | «Ольша» Краков              |
| 1946      | «Варта» Познань             | АЗС Варшава                 | «Поможанка» Торунь          |
| 1947      | АЗС Варшава                 | «Висла» Краков              | «Поможанка» Торунь          |
| 1948      | АЗС Варшава                 | ХКС Лодзь                   | СКС Варшава                 |
| 1949      | «Хемия» Лодзь               | «Гром» Гдыня                | СКС Варшава                 |
| 1950      | «Уния-Хемия» Лодзь          | «Спуйня» Варшава            | АЗС Варшава                 |
| 1952      | АЗС-АВФ Варшава             | «Колеяж» Гданьск            | «Уния» Лодзь                |
| 1953      | «Колеяж» Гданьск            | «Спуйня» Варшава            | АЗС-АВФ Варшава             |
| 1953/54   | «Колеяж» Гданьск            | «Спуйня» Варшава            | АЗС-АВФ Варшава             |
| 1954/55   | АЗС-АВФ Варшава             | СВКС Варшава                | «Висла» Краков              |
| 1956      | АЗС-АВФ Варшава             | СВКС Варшава                | «Висла» Краков              |
| 1957      | АЗС-АВФ Варшава             | «Легия» Варшава             | «Спарта» Варшава            |
| 1957/58   | АЗС-АВФ Варшава             | «Висла» Краков              | «Гвардия» Вроцлав           |
| 1958/59   | «Висла» Краков              | АЗС-АВФ Варшава             | «Старт» Гдыня               |
| 1959/60   | АЗС-АВФ Варшава             | «Висла» Краков              | «Гвардия» Вроцлав           |
| 1960/61   | «Легия» Варшава             | АЗС-АВФ Варшава             | «Висла» Краков              |
| 1961/62   | АЗС-АВФ Варшава             | «Легия» Варшава             | «Висла» Краков              |
| 1962/63   | АЗС-АВФ Варшава             | «Легия» Варшава             | «Висла» Краков              |
| 1963/64   | АЗС-АВФ Варшава             | «Легия» Варшава             | «Старт» Гдыня               |
| 1964/65   | АЗС-АВФ Варшава             | «Легия» Варшава             | «Висла» Краков              |
| 1965/66   | АЗС-АВФ Варшава             | «Висла» Краков              | «Старт» Лодзь               |
| 1966/67   | «Висла» Краков              | «Легия» Варшава             | «Старт» Лодзь               |
| 1967/68   | «Старт» Лодзь               | «Легия» Варшава             | «Висла» Краков              |
| 1968/69   | «Висла» Краков              | «Легия» Варшава             | «Старт» Лодзь               |
| 1969/70   | «Висла» Краков              | «Старт» Лодзь               | «Легия» Варшава             |
| 1970/71   | «Старт» Лодзь               | «Висла» Краков              | «Легия» Варшава             |
| 1971/72   | «Старт» Лодзь               | «Висла» Краков              | «Легия» Варшава             |
| 1972/73   | «Старт» Лодзь               | АЗС Варшава                 | «Полония» Свидница          |
| 1973/74   | «Пломень Миловице» Сосновец | «Старт» Лодзь               | АЗС Варшава                 |
| 1974/75   | «Пломень Миловице» Сосновец | АЗС Варшава                 | «Полония» Свидница          |
| 1975/76   | «Комунальни» Лодзь          | «Висла» Краков              | «Старт» Лодзь               |
| 1976/77   | «Старт» Лодзь               | «Висла» Краков              | «Чарни» Слупск              |
| 1977/78   | «Чарни» Слупск              | «Старт» Лодзь               | «Пломень Миловице» Сосновец |
| 1978/79   | «Пломень Миловице» Сосновец | «Чарни» Слупск              | «Старт» Лодзь               |
| 1979/80   | «Пломень Миловице» Сосновец | «Старт» Лодзь               | «Чарни» Слупск              |
| 1980/81   | «Пломень Миловице» Сосновец | «Висла» Краков              | «Чарни» Слупск              |
| 1981/82   | «Висла» Краков              | ЛКС Лодзь                   | «Пломень Миловице» Сосновец |
| 1982/83   | ЛКС Лодзь                   | «Чарни» Слупск              | «Пломень Миловице» Сосновец |
| 1983/84   | «Висла» Краков              | «Чарни» Слупск              | «Пломень Миловице» Сосновец |
| 1984/85   | «Чарни» Слупск              | «Висла» Краков              | ЛКС Лодзь                   |
| 1985/86   | «Чарни» Слупск              | ЛКС Лодзь                   | «Гвардия» Вроцлав           |
| 1986/87   | «Чарни» Слупск              | БКС «Сталь» Бельско-Бяла    | ЛКС Лодзь                   |
| 1987/88   | БКС «Сталь» Бельско-Бяла    | «Чарни» Слупск              | «Висла» Краков              |
| 1988/89   | БКС «Сталь» Бельско-Бяла    | «Пломень Миловице» Сосновец | ЛКС Лодзь                   |
| 1989/90   | БКС «Сталь» Бельско-Бяла    | «Висла» Краков              | «Пломень Миловице» Сосновец |
| 1990/91   | БКС «Сталь» Бельско-Бяла    | «Гедания» Гданьск           | «Чарни» Слупск              |
| 1991/92   | «Чарни» Слупск              | БКС «Сталь» Бельско-Бяла    | «Сталь» Мелец               |
| 1992/93   | «Палац» Быдгощ              | «Висла» Краков              | БКС «Сталь» Бельско-Бяла    |
| 1993/94   | «Комфорт» Полице            | БКС «Сталь» Бельско-Бяла    | «Сталь» Мелец               |
| 1994/95   | «Хемик» Полице              | БКС «Сталь» Бельско-Бяла    | «Висла» Краков              |
| 1995/96   | БКС «Сталь» Бельско-Бяла    | «Аугусто» Калиш             | «Хемик» Полице              |
| 1996/97   | «Аугусто» Калиш             | «Дик Блэк» Андрыхув         | БКС «Сталь» Бельско-Бяла    |
| 1997/98   | «Аугусто» Калиш             | «Дик Блэк» Андрыхув         | «Палац-Центросталь» Быдгощ  |
| 1998/99   | «Нафта-Газ» Пила            | «Аугусто» Калиш             | «Сталь» Мелец               |
| 1999/2000 | «Нафта-Газ» Пила            | «Сталь» Мелец               | БКС «Сталь» Бельско-Бяла    |
| 2000/01   | «Нафта-Газ» Пила            | «БП-Центросталь» Быдгощ     | «Калисия» Калиш             |
| 2001/02   | «Нафта-Газ» Пила            | «Скра» Варшава              | БКС «Сталь» Бельско-Бяла    |
| 2002/03   | БКС «Сталь» Бельско-Бяла    | АЗС-АВФ Познань             | «Виняры» Калиш              |
| 2003/04   | БКС «Сталь» Бельско-Бяла    | «Виняры» Калиш              | ТПА Мелец                   |
| 2004/05   | «Виняры» Калиш              | «Центросталь» Быдгощ        | «Нафта-Газ» Пила            |
| 2005/06   | «Мушинянка-Факро» Мушина    | «Нафта-Газ» Пила            | «Гжески-Калисия» Калиш      |
| 2006/07   | «Виняры» Калиш              | «Фармутил» Пила             | БКС «Алупроф» Бельско-Бяла  |
| 2007/08   | «Мушинянка-Факро» Мушина    | «Фармутил» Пила             | «Виняры» Калиш              |
| 2008/09   | «Мушинянка-Факро» Мушина    | БКС «Алупроф» Бельско-Бяла  | «Фармутил» Пила             |
| 2009/10   | БКС «Алупроф» Бельско-Бяла  | «Мушинянка-Факро» Мушина    | «Домброва-Гурнича»          |
| 2010/11   | «Мушинянка-Факро» Мушина    | «Атом-Трефль» Сопот         | БКС «Алупроф» Бельско-Бяла  |
| 2011/12   | «Атом-Трефль» Сопот         | «Мушинянка-Факро» Мушина    | «Таурон» Домброва-Гурнича   |
| 2012/13   | «Атом-Трефль» Сопот         | «Таурон» Домброва-Гурнича   | «Мушинянка-Факро» Мушина    |
| 2013/14   | «Хемик» Полице              | «Импел» Вроцлав             | «Атом-Трефль» Сопот         |
| 2014/15   | «Хемик» Полице              | «Атом-Трефль» Сопот         | «Мушинянка» Мушина          |
| 2015/16   | «Хемик» Полице              | «Атом-Трефль» Сопот         | «Импел» Вроцлав             |
| 2016/17   | «Хемик» Полице              | «Будовляни» Лодзь           | «Девелопрес» Жешув          |
| 2017/18   | «Хемик» Полице              | ЛКС Лодзь                   | «Грот-Будовляни» Лодзь      |
| 2018/19   | ЛКС Лодзь                   | «Грот-Будовляни» Лодзь      | «Девелопрес» Жешув          |
| 2019/20   | «Хемик» Полице              | «Девелопрес» Жешув          | ЛКС Лодзь                   |
| 2020/21   | «Хемик» Полице              | «Девелопрес» Жешув          | ЛКС Лодзь                   |
| 2021/22   | «Хемик» Полице              | «Девелопрес» Жешув          | ЛКС Лодзь                   |
| 2022/23   | ЛКС Лодзь                   | «Девелопрес» Жешув          | «Грот-Будовляни» Лодзь      |
| 2023/24   | «Хемик» Полице              | «ПГЭ Рысице» Жешув          | «БКС-Бостик» Бельско-Бяла   |
| 2023/24   | «Девелопрес» Жешув          | ЛКС Лодзь                   | «Грот-Будовляни» Лодзь      |